# Letnie Grand Prix w skokach narciarskich 2009
Letnie Grand Prix w skokach narciarskich 2009 – 16. edycja Letniego Grand Prix, która rozpoczęła się 8 sierpnia 2009 roku w Hinterzarten, a zakończyła 3 października 2009 w Klingenthal. Rozegrano 10 konkursów - 9 indywidualnych oraz 1 drużynowy.
Był to sprawdzian przepisów dotyczących nowej punktacji. Oprócz not za styl i długości skoku wpływ na notę końcową miała siła i kierunek wiatru, oraz długość najazdu na próg.

## Zwycięzcy

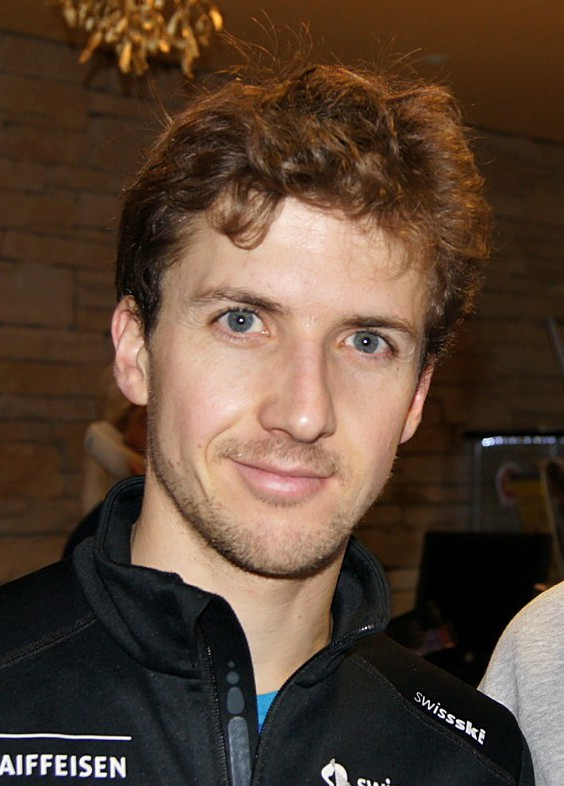
Simon Ammann, zwycięzca Letniego Grand Prix 2009 oraz zwycięzca Turnieju Czterech Narodów 2009
Reprezentacja Norwegii, zdobywcy Pucharu Narodów

## Kalendarz i wyniki
| Lp.                                                  | Data                                                 | Miejscowość                                          | HS                                                   | Uwagi                                                | 1. miejsce                                                                         | 2. miejsce                                                                     | 3. miejsce                                                               |
| ---------------------------------------------------- | ---------------------------------------------------- | ---------------------------------------------------- | ---------------------------------------------------- | ---------------------------------------------------- | ---------------------------------------------------------------------------------- | ------------------------------------------------------------------------------ | ------------------------------------------------------------------------ |
| 1.                                                   | 8 sierpnia 2009                                      | Hinterzarten                                         | HS-108                                               | nocny druż.                                          | Norwegia 1. Bjørn Einar Romøren 2. Kenneth Gangnes 3. Anders Jacobsen 4. Tom Hilde | Niemcy 1. Michael Neumayer 2. Georg Späth 3. Michael Uhrmann 4. Martin Schmitt | Finlandia 1. Sami Niemi 2. Janne Happonen 3. Harri Olli 4. Kalle Keituri |
| 2.                                                   | 9 sierpnia 2009                                      | Hinterzarten                                         | HS-108                                               | TCN                                                  | Simon Ammann                                                                       | Anders Jacobsen                                                                | Dienis Korniłow                                                          |
| 3.                                                   | 12 sierpnia 2009                                     | Pragelato                                            | HS-140                                               | TCN                                                  | Simon Ammann                                                                       | Adam Małysz                                                                    | Emmanuel Chedal                                                          |
| 4.                                                   | 14 sierpnia 2009                                     | Courchevel                                           | HS-132                                               | TCN                                                  | Simon Ammann                                                                       | Adam Małysz                                                                    | Roman Koudelka                                                           |
| 5.                                                   | 16 sierpnia 2009                                     | Einsiedeln                                           | HS-117                                               | TCN                                                  | Bjørn Einar Romøren                                                                | Daiki Itō                                                                      | Robert Kranjec                                                           |
| Turniej Czterech Narodów 2009 – klasyfikacja końcowa | Turniej Czterech Narodów 2009 – klasyfikacja końcowa | Turniej Czterech Narodów 2009 – klasyfikacja końcowa | Turniej Czterech Narodów 2009 – klasyfikacja końcowa | Turniej Czterech Narodów 2009 – klasyfikacja końcowa | Simon Ammann                                                                       | Adam Małysz                                                                    | Dienis Korniłow                                                          |
| 6.                                                   | 22 sierpnia 2009                                     | Zakopane                                             | HS-134                                               | nocny                                                | Gregor Schlierenzauer                                                              | Johan Remen Evensen                                                            | Adam Małysz                                                              |
| 7.                                                   | 23 sierpnia 2009                                     | Zakopane                                             | HS-134                                               | –                                                    | Anders Jacobsen                                                                    | Gregor Schlierenzauer                                                          | Johan Remen Evensen                                                      |
| 8.                                                   | 29 sierpnia 2009                                     | Hakuba                                               | HS-131                                               | nocny                                                | Noriaki Kasai                                                                      | Fumihisa Yumoto                                                                | Simon Ammann                                                             |
| 9.                                                   | 30 sierpnia 2009                                     | Hakuba                                               | HS-131                                               | nocny                                                | Robert Kranjec                                                                     | Daiki Itō                                                                      | Simon Ammann                                                             |
| 10.                                                  | 3 października 2009                                  | Klingenthal                                          | HS-140                                               | nocny                                                | Gregor Schlierenzauer                                                              | Robert Kranjec                                                                 | Harri Olli                                                               |
| Letnie Grand Prix 2009 – klasyfikacja końcowa        | Letnie Grand Prix 2009 – klasyfikacja końcowa        | Letnie Grand Prix 2009 – klasyfikacja końcowa        | Letnie Grand Prix 2009 – klasyfikacja końcowa        | Letnie Grand Prix 2009 – klasyfikacja końcowa        | Simon Ammann                                                                       | Robert Kranjec                                                                 | Adam Małysz                                                              |

## Statystyki indywidualne[3]
| Zawodnik | Hinterzarten 09.08 | Pragelato 12.08 | Courchevel 14.08 | Einsiedeln 16.08 | Zakopane 22.08 | Zakopane 23.08 | Hakuba 29.08 | Hakuba 30.08 | Klingenthal 03.10 |         |         |
| Austria | Austria            | Austria         | Austria          | Austria          | Austria        | Austria        | Austria      | Austria      | Austria           | Austria | Austria |
| --- | ------------------ | --------------- | ---------------- | ---------------- | -------------- | -------------- | ------------ | ------------ | ----------------- | ------- | ------- |
| Thomas Diethart | –                  | –               | –                | –                | –              | –              | q            | q            | –                 |         |         |
| Markus Eggenhofer | q                  | q               | 34               | 44               | 27             | 36             | –            | –            | –                 |         |         |
| Manuel Fettner | 19                 | 28              | 13               | 34               | 20             | 19             | –            | –            | 6                 |         |         |
| Michael Hayböck | –                  | –               | –                | –                | –              | –              | 12           | 12           | –                 |         |         |
| Martin Koch | –                  | –               | –                | –                | 25             | 9              | –            | –            | 18                |         |         |
| Andreas Kofler | 27                 | q               | 29               | q                | –              | –              | –            | –            | 11                |         |         |
| Daniel Lackner | –                  | –               | –                | –                | –              | –              | 41           | 40           | –                 |         |         |
| Wolfgang Loitzl | –                  | –               | –                | –                | 18             | 8              | –            | –            | –                 |         |         |
| Thomas Morgenstern | 26                 | 14              | –                | –                | –              | –              | –            | –            | –                 |         |         |
| Lukas Müller | 16                 | 5               | 14               | 31               | 12             | 18             | –            | –            | 15                |         |         |
| Gregor Schlierenzauer | –                  | –               | –                | –                | 1              | 2              | –            | –            | 1                 |         |         |
| David Unterberger | –                  | –               | –                | –                | –              | –              | 31           | 29           | –                 |         |         |
| David Zauner | 25                 | 6               | dsq              | 20               | 26             | 13             | –            | –            | 13                |         |         |
| Białoruś |                    |                 |                  |                  |                |                |              |              |                   |         |         |
| Iwan Sobolew | –                  | –               | –                | –                | q              | q              | –            | –            | –                 |         |         |
| Bułgaria |                    |                 |                  |                  |                |                |              |              |                   |         |         |
| Bogomił Pawłow | –                  | –               | –                | –                | –              | –              | –            | –            | q                 |         |         |
| Władimir Zografski | q                  | q               | q                | q                | –              | –              | 44           | 47           | 37                |         |         |
| Czechy |                    |                 |                  |                  |                |                |              |              |                   |         |         |
| Martin Cikl | 10                 | 15              | –                | 41               | –              | –              | 11           | 22           | 33                |         |         |
| Lukáš Hlava | 44                 | 39              | 32               | 38               | 44             | 46             | 38           | 34           | 29                |         |         |
| Jakub Janda | q                  | 20              | 44               | 25               | 16             | 25             | –            | –            | 31                |         |         |
| Roman Koudelka | 5                  | 32              | 3                | 7                | 5              | 11             | –            | –            | 47                |         |         |
| Jan Matura | –                  | –               | –                | –                | –              | –              | 21           | 28           | –                 |         |         |
| Ondřej Vaculík | –                  | –               | –                | –                | 41             | 38             | 23           | 27           | –                 |         |         |
| Finlandia |                    |                 |                  |                  |                |                |              |              |                   |         |         |
| Janne Happonen | q                  | dsq             | 38               | 16               | –              | –              | 39           | 13           | 8                 |         |         |
| Matti Hautamäki | –                  | –               | –                | –                | –              | –              | 37           | 37           | –                 |         |         |
| Kalle Keituri | 11                 | 30              | 41               | 33               | –              | –              | –            | –            | 17                |         |         |
| Kai Kovaljeff | –                  | –               | –                | –                | 42             | 42             | –            | –            | –                 |         |         |
| Sami Niemi | 31                 | 27              | 39               | 32               | 43             | 35             | –            | –            | 45                |         |         |
| Harri Olli | 8                  | 4               | 7                | 10               | 10             | 5              | –            | –            | 3                 |         |         |
| Juha-Matti Ruuskanen | –                  | –               | –                | –                | q              | dns            | –            | –            | –                 |         |         |
| Francja |                    |                 |                  |                  |                |                |              |              |                   |         |         |
| Sébastien Cala | –                  | –               | q                | –                | –              | –              | –            | –            | –                 |         |         |
| Emmanuel Chedal | 17                 | 3               | 26               | 29               | –              | –              | 49           | 19           | 4                 |         |         |
| Julien Dorme | –                  | –               | q                | –                | –              | –              | –            | –            | –                 |         |         |
| David Lazzaroni | dsq                | q               | 45               | –                | –              | –              | 46           | 50           | –                 |         |         |
| Alexandre Mabboux | q                  | q               | q                | q                | –              | –              | –            | –            | –                 |         |         |
| Nicolas Mayer | –                  | –               | q                | dsq              | –              | –              | –            | –            | q                 |         |         |
| Vincent Descombes Sevoie | 37                 | 45              | q                | q                | –              | –              | 35           | 32           | 36                |         |         |
| Japonia |                    |                 |                  |                  |                |                |              |              |                   |         |         |
| Daiki Itō | 9                  | 35              | 10               | 2                | –              | –              | 7            | 2            | –                 |         |         |
| Kazuyoshi Funaki | –                  | –               | –                | –                | –              | –              | 4            | 9            | 46                |         |         |
| Noriaki Kasai | 12                 | 31              | q                | 5                | –              | –              | 1            | 4            | –                 |         |         |
| Takanobu Okabe | q                  | q               | 21               | 39               | –              | –              | 30           | –            | –                 |         |         |
| Yoshihiko Osanai | –                  | –               | –                | –                | –              | –              | 28           | –            | –                 |         |         |
| Yukio Sakano | –                  | –               | –                | –                | –              | –              | q            | –            | –                 |         |         |
| Kento Sakuyama | –                  | –               | –                | –                | –              | –              | 17           | –            | 48                |         |         |
| Taku Takeuchi | 7                  | 16              | 17               | 46               | –              | –              | 5            | 6            | 16                |         |         |
| Shōhei Tochimoto | 36                 | 25              | 12               | q                | –              | –              | 13           | 10           | 43                |         |         |
| Keita Umezaki | –                  | –               | –                | –                | –              | –              | q            | –            | –                 |         |         |
| Yūta Watase | –                  | –               | –                | –                | –              | –              | 33           | –            | q                 |         |         |
| Fumihisa Yumoto | 47                 | 41              | 5                | 12               | –              | –              | 2            | 5            | 31                |         |         |
| Kanada |                    |                 |                  |                  |                |                |              |              |                   |         |         |
| Mackenzie Boyd-Clowes | q                  | q               | 42               | q                | 47             | q              | q            | 41           | q                 |         |         |
| Stefan Read | q                  | 44              | q                | q                | q              | q              | 48           | 42           | –                 |         |         |
| Kazachstan |                    |                 |                  |                  |                |                |              |              |                   |         |         |
| Iwan Karaułow | q                  | –               | q                | –                | q              | q              | q            | 44           | q                 |         |         |
| Nikołaj Karpienko | q                  | q               | 46               | q                | 48             | 41             | –            | –            | –                 |         |         |
| Aleksiej Korolow | q                  | q               | –                | q                | –              | –              | –            | –            | q                 |         |         |
| Jewgienij Lowkin | –                  | –               | –                | –                | –              | –              | q            | 49           | –                 |         |         |
| Radik Żaparow | 30                 | q               | 48               | q                | q              | q              | 40           | 48           | q                 |         |         |
| Korea Południowa |                    |                 |                  |                  |                |                |              |              |                   |         |         |
| Choi Heung-chul | 33                 | 47              | q                | 51               | 23             | 29             | 15           | 30           | –                 |         |         |
| Kang Chil-ku | q                  | –               | –                | –                | –              | –              | –            | –            | –                 |         |         |
| Kim Hyun-ki | 34                 | 46              | q                | 36               | 40             | 34             | 27           | 18           | –                 |         |         |
| Niemcy |                    |                 |                  |                  |                |                |              |              |                   |         |         |
| Pascal Bodmer | q                  | –               | –                | –                | –              | –              | 18           | 43           | 41                |         |         |
| Tobias Bogner | –                  | –               | –                | –                | –              | –              | 47           | 38           | –                 |         |         |
| Richard Freitag | q                  | –               | –                | –                | –              | –              | –            | –            | 39                |         |         |
| Severin Freund | 29                 | 43              | 43               | 49               | 34             | 45             | –            | –            | 22                |         |         |
| Alexander Herr | q                  | –               | –                | –                | –              | –              | –            | –            | –                 |         |         |
| Stephan Hocke | 39                 | –               | –                | –                | 33             | 33             | 14           | 14           | q                 |         |         |
| Kevin Horlacher | q                  | –               | –                | –                | –              | –              | –            | –            | –                 |         |         |
| Julian Musiol | q                  | q               | 31               | 40               | q              | 39             | –            | –            | –                 |         |         |
| Michael Neumayer | q                  | 36              | q                | 14               | 15             | 16             | –            | –            | –                 |         |         |
| Martin Schmitt | 42                 | 12              | 23               | 24               | –              | –              | –            | –            | –                 |         |         |
| Felix Schoft | –                  | –               | –                | –                | –              | –              | q            | 45           | –                 |         |         |
| Georg Späth | 15                 | –               | 19               | 48               | 14             | 24             | 10           | 21           | –                 |         |         |
| Michael Uhrmann | 23                 | 23              | 20               | 50               | 21             | 20             | –            | –            | 20                |         |         |
| Christian Ulmer | 45                 | q               | –                | –                | –              | –              | –            | –            | 43                |         |         |
| Andreas Wank | 14                 | 26              | q                | 37               | 38             | 47             | –            | –            | 7                 |         |         |
| Norwegia |                    |                 |                  |                  |                |                |              |              |                   |         |         |
| Jon Aaraas | –                  | –               | –                | –                | –              | –              | 34           | 11           | –                 |         |         |
| Anders Bardal | 48                 | 49              | 40               | 44               | –              | –              | –            | –            | –                 |         |         |
| Kim René Elverum Sorsell | –                  | –               | –                | –                | –              | –              | 25           | 15           | –                 |         |         |
| Johan Remen Evensen | –                  | –               | –                | –                | 2              | 3              | –            | –            | 9                 |         |         |
| Kenneth Gangnes | 35                 | q               | q                | 18               | 11             | 14             | –            | –            | 10                |         |         |
| Tom Hilde | 18                 | 33              | 4                | 6                | 8              | 4              | –            | –            | 12                |         |         |
| Anders Jacobsen | 2                  | 11              | –                | 13               | 19             | 1              | –            | –            | 26                |         |         |
| Akseli Kokkonen | –                  | –               | –                | –                | –              | –              | 8            | 8            | –                 |         |         |
| Bjørn Einar Romøren | 40                 | 9               | 8                | 1                | 9              | 12             | –            | –            | 13                |         |         |
| Vegard Haukø Sklett | q                  | q               | q                | 47               | q              | 23             | –            | –            | 38                |         |         |
| Polska |                    |                 |                  |                  |                |                |              |              |                   |         |         |
| Marcin Bachleda | 32                 | 22              | 30               | q                | 37             | –              | –            | –            | 21                |         |         |
| Stefan Hula | –                  | –               | –                | –                | q              | –              | 20           | 20           | 49                |         |         |
| Jakub Kot | –                  | –               | –                | –                | –              | –              | 45           | 26           | –                 |         |         |
| Maciej Kot | q                  | 40              | 28               | 28               | 28             | 31             | 26           | 31           | –                 |         |         |
| Dawid Kowal | –                  | –               | –                | –                | dsq            | –              | –            | –            | –                 |         |         |
| Dawid Kubacki | –                  | –               | –                | –                | 39             | –              | 22           | 33           | –                 |         |         |
| Adam Małysz | 6                  | 2               | 2                | 11               | 3              | 21             | –            | –            | –                 |         |         |
| Grzegorz Miętus | –                  | –               | –                | –                | –              | –              | –            | –            | 28                |         |         |
| Krzysztof Miętus | q                  | 48              | 36               | 9                | 32             | 30             | 29           | 36           | 30                |         |         |
| Klemens Murańka | –                  | –               | –                | –                | q              | –              | –            | –            | –                 |         |         |
| Łukasz Rutkowski | q                  | 19              | 16               | 22               | 13             | 15             | –            | –            | –                 |         |         |
| Kamil Stoch | 24                 | q               | 24               | 16               | 16             | 17             | –            | –            | 40                |         |         |
| Rafał Śliż | –                  | –               | –                | –                | 35             | 44             | 19           | 7            | 50                |         |         |
| Andrzej Zapotoczny | –                  | –               | –                | –                | q              | –              | –            | –            | –                 |         |         |
| Rosja |                    |                 |                  |                  |                |                |              |              |                   |         |         |
| Dmitrij Ipatow | 41                 | –               | –                | 30               | 36             | 48             | 42           | 35           | –                 |         |         |
| Pawieł Karielin | 22                 | 24              | dsq              | 21               | 45             | 40             | –            | –            | 26                |         |         |
| Dienis Korniłow | 3                  | 7               | 6                | 4                | 7              | 10             | –            | –            | 5                 |         |         |
| Ilja Roslakow | –                  | –               | –                | 35               | 46             | 27             | 24           | 16           | 25                |         |         |
| Roman Trofimow | q                  | q               | q                | –                | –              | –              | 43           | 39           | –                 |         |         |
| Dmitrij Wasiljew | –                  | 20              | 33               | –                | –              | –              | –            | –            | 24                |         |         |
| Rumunia |                    |                 |                  |                  |                |                |              |              |                   |         |         |
| Szilveszter Kozma | –                  | –               | –                | –                | –              | –              | –            | –            | q                 |         |         |
| Remus Tudor | –                  | –               | –                | –                | –              | –              | –            | –            | q                 |         |         |
| Słowacja |                    |                 |                  |                  |                |                |              |              |                   |         |         |
| Tomáš Zmoray | –                  | 29              | 37               | q                | q              | q              | –            | –            | q                 |         |         |
| Słowenia |                    |                 |                  |                  |                |                |              |              |                   |         |         |
| Jernej Damjan | 37                 | 13              | 18               | 19               | 30             | 32             | –            | –            | 34                |         |         |
| Robert Hrgota | –                  | –               | –                | –                | –              | –              | 32           | 17           | 42                |         |         |
| Matic Kramaršič | –                  | –               | –                | –                | –              | –              | 16           | 24           | –                 |         |         |
| Robert Kranjec | 4                  | 8               | 9                | 3                | 4              | 7              | 6            | 1            | 2                 |         |         |
| Mitja Mežnar | 28                 | 10              | 27               | 23               | 31             | 28             | 9            | 23           | –                 |         |         |
| Primož Pikl | 13                 | 38              | 22               | 26               | 22             | 26             | –            | –            | –                 |         |         |
| Rok Urbanc | –                  | –               | –                | –                | –              | –              | –            | –            | 19                |         |         |
| Stany Zjednoczone |                    |                 |                  |                  |                |                |              |              |                   |         |         |
| Nicholas Alexander | 43                 | 34              | 15               | 27               | 24             | 49             | 36           | 25           | q                 |         |         |
| Nicholas Fairall | q                  | 42              | 47               | q                | –              | –              | q            | 46           | –                 |         |         |
| Michael Glasder | 45                 | –               | –                | –                | q              | 50             | –            | –            | –                 |         |         |
| Szwajcaria |                    |                 |                  |                  |                |                |              |              |                   |         |         |
| Simon Ammann | 1                  | 1               | 1                | 8                | 5              | 6              | 3            | 3            | –                 |         |         |
| Pascal Egloff | q                  | –               | –                | q                | –              | –              | –            | –            | –                 |         |         |
| Marco Grigoli | q                  | –               | –                | q                | –              | –              | 50           | dsq          | –                 |         |         |
| Antoine Guignard | –                  | –               | –                | q                | –              | –              | –            | –            | q                 |         |         |
| Andreas Küttel | 21                 | 18              | 25               | 42               | 29             | 22             | –            | –            | 23                |         |         |
| Adrian Schuler | –                  | –               | –                | q                | –              | –              | –            | –            | –                 |         |         |
| Ukraina |                    |                 |                  |                  |                |                |              |              |                   |         |         |
| Wołodymyr Boszczuk | q                  | q               | 35               | q                | 49             | 42             | –            | –            | –                 |         |         |
| Ołeksandr Łazarowycz | q                  | –               | –                | 42               | q              | –              | –            | –            | q                 |         |         |
| Witalij Szumbareć | q                  | q               | q                | –                | –              | 37             | –            | –            | 35                |         |         |
| Wołodymyr Werediuk | dns                | –               | –                | –                | –              | –              | –            | –            | –                 |         |         |
| Włochy |                    |                 |                  |                  |                |                |              |              |                   |         |         |
| Sebastian Colloredo | 20                 | 17              | 11               | 15               | –              | –              | –            | –            | q                 |         |         |
| Diego Dellasega | q                  | q               | –                | q                | –              | –              | –            | –            | –                 |         |         |
| Roberto Dellasega | 49                 | q               | q                | –                | –              | –              | –            | –            | –                 |         |         |
| Andrea Morassi | dns                | 37              | –                | –                | –              | –              | –            | –            | q                 |         |         |
| Legenda |                    |                 |                  |                  |                |                |              |              |                   |         |         |
| 1-3 4-30 poniżej 30 q – zawodnik nie zakwalifikował się dns – Zawodnik zakwalifikowany nie wystartował w konkursie dsq – Zawodnik zdyskwalifikowany w konkursie – – Zawodnik niezgłoszony do konkursu |                    |                 |                  |                  |                |                |              |              |                   |         |         |

## Klasyfikacje

### Klasyfikacja indywidualna
Stan po zakończeniu LGP 2009
| Miejsce | Zawodnik              | Występy | Punkty |
| ------- | --------------------- | ------- | ------ |
| 1.      | Simon Ammann          | 8       | 537    |
| 2.      | Robert Kranjec        | 9       | 477    |
| 3.      | Adam Małysz           | 6       | 294    |
| 4.      | Dienis Korniłow       | 7       | 293    |
| 5.      | Gregor Schlierenzauer | 3       | 280    |
| 6.      | Harri Olli            | 7       | 275    |
| 7.      | Daiki Itō             | 6       | 251    |
| 8.      | Anders Jacobsen       | 6       | 241    |
| 9.      | Bjørn Einar Romøren   | 7       | 232    |
| 10.     | Noriaki Kasai         | 5       | 217    |
| ...     |                       |         |        |

### Klasyfikacja drużynowa
Stan po zakończeniu LGP 2009
| Miejsce | Zawodnik          | Punkty |
| ------- | ----------------- | ------ |
| 1.      | Norwegia          | 1448   |
| 2.      | Japonia           | 1156   |
| 3.      | Austria           | 1005   |
| 4.      | Słowenia          | 950    |
| 5.      | Niemcy            | 703    |
| 6.      | Finlandia         | 685    |
| 7.      | Polska            | 678    |
| 8.      | Szwajcaria        | 585    |
| 9.      | Czechy            | 400    |
| 10.     | Rosja             | 375    |
| 11.     | Francja           | 143    |
| 12.     | Włochy            | 65     |
| 13.     | Korea Południowa  | 44     |
| 14.     | Stany Zjednoczone | 33     |
| 15.     | Słowacja          | 2      |
| 16.     | Kazachstan        | 1      |

### KlasyfikacjaTurnieju Czterech Narodów
Stan po zakończeniu LGP 2009
| Miejsce | Zawodnik            | Punkty |
| ------- | ------------------- | ------ |
| 1.      | Simon Ammann        | 1024,1 |
| 2.      | Adam Małysz         | 1002,0 |
| 3.      | Dienis Korniłow     | 990,6  |
| 4.      | Robert Kranjec      | 980,8  |
| 5.      | Harri Olli          | 979,4  |
| 6.      | Sebastian Colloredo | 925,2  |
| 7.      | Emmanuel Chedal     | 913,5  |
| 8.      | Mitja Mežnar        | 892,7  |
| 9.      | Roman Koudelka      | 864,8  |
| 10.     | Daiki Itō           | 857,0  |
| ...     |                     |        |

## Zwycięzcy kwalifikacji do zawodów
| Nr | Data kwalifikacji   | Data konkursu       | Miejsce      | Zawodnik              | Źr.    |
| -- | ------------------- | ------------------- | ------------ | --------------------- | ------ |
| 1  | 7 sierpnia 2009     | 9 sierpnia 2009     | Hinterzarten | Dienis Korniłow       | [ 5 ]  |
| 2  | 11 sierpnia 2009    | 12 sierpnia 2009    | Pragelato    | Primož Pikl           | [ 6 ]  |
| 3  | 13 sierpnia 2009    | 14 sierpnia 2009    | Courchevel   | Manuel Fettner        | [ 7 ]  |
| 4  | 15 sierpnia 2009    | 16 sierpnia 2009    | Einsiedeln   | Daiki Itō             | [ 8 ]  |
| 5  | 21 sierpnia 2009    | 22 sierpnia 2009    | Zakopane     | Gregor Schlierenzauer | [ 9 ]  |
| 6  | 23 sierpnia 2009    | 23 sierpnia 2009    | Zakopane     | Johan Remen Evensen   | [ 10 ] |
| 7  | 28 sierpnia 2009    | 29 sierpnia 2009    | Hakuba       | Shōhei Tochimoto      | [ 11 ] |
| 8  | 30 sierpnia 2009    | 30 sierpnia 2009    | Hakuba       | Shōhei Tochimoto      | [ 12 ] |
| 9  | 2 października 2009 | 3 października 2009 | Klingenthal  | Johan Remen Evensen   | [ 13 ] |